# Kükenhahn

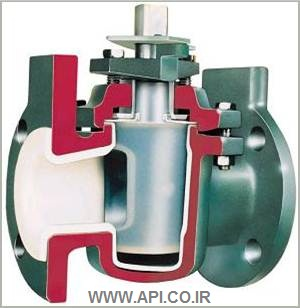
Schnitt durch einen Kükenhahn

Der Kükenhahn ist eine Armatur mit einem meist leicht konischen, seltener zylindrischen Absperrkörper (Drosselkörper), dem sogenannten Küken.
Durch die zur Abdichtung notwendige Pressung und die beim Kükenhahn größere Kontaktfläche ist zur Betätigung unter Umständen ein größeres Drehmoment als bei Kugelhahn und anderen Absperrarmaturen erforderlich.
Kükenhähne sind eine der ältesten Bauarten von Absperrarmaturen und werden traditionell vollständig aus Messing gefertigt. Ein Kegelstumpf mit Bohrung, durch die die Flüssigkeit bzw. das Gas fließt, ist in einem Sitz montiert. Durch Schwenken des Hebels und damit Drehen des Absperrkörpers (meist um 90°) wird der Kükenhahn geöffnet. Kükenhähne sind einfach zu fertigen. Die Dichtfläche ist die Kegelfläche zwischen dem Sitz und dem drehbaren Teil. Bei einfachen Kükenhähnen wird die Dichtheit durch die genaue Anpassung des Kegels an die Form des Gehäuses sowie das Auftragen eines Dichtmittels auf den Kegel gewährleistet. Heiße Flüssigkeiten oder Lösungsmittel können das Dichtmittel fortspülen, insbesondere, wenn diese eine geringe Viskosität aufweisen oder unter hohem Druck stehen.
Kükenhähne werden oft als Zapfhahn an Bier- oder Weinfässern, Regentonnen und Laborgeräten aus Glas eingesetzt.

## Begriff
In der Industrie wird bei einer Spritzgussform die Vertiefung im Formteil als Formnest bezeichnet. Im Nest befindet sich das Küken, was der Namensgeber für das bewegliche Absperrteil wurde.  

## Konstruktionsmerkmale

### Küken und Gehäuse
Der Absperrkörper ist beim Kükenhahn im Gegensatz zum Kugelhahn kegelstumpfförmig ausgeführt. Durch die Konusform kann das Küken einfach in den Dichtsitz gezogen werden, so dass es durch die Materialpressung abdichtet.
Zum Ausgleich der Abnutzung und Wiederherstellung der Dichtung muss die Halteschraube des Kükens nachgezogen werden.
Als Material für Küken und Gehäuse wird traditionell weiches Messing gewählt, so dass sich beide Teile gemeinsam abnutzen und bei Formabweichungen aneinander anpassen.
Bei modernen Ausführungen befindet sich zwischen dem Hahnküken und dem Gehäuse in der Regel eine Dichtbuchse aus PTFE, die chemikalienbeständig und bis ca. 220 °C einsetzbar ist. Bei höheren Temperaturen werden Dichtbuchsen aus kohlenstofffaserverstärktem PTFE verwendet.
Durch Ausbuchtungen (Taschen) an der Innenseite des Gehäuses kann die Flächenpressung zwischen Küken und Gehäuse verringert werden. Hierdurch verringert sich die Betätigungskraft.
Kükenhähne bis zu einer Nennweite von 125 mm werden in der Regel mit einem Handhebel betätigt. Bei größeren Nennweiten werden Schneckengetriebe zum Antrieb verwendet, die auch einen motorischen Antrieb (zum Beispiel pneumatisch, elektrisch oder hydraulisch) ermöglichen.

### Sonderformen
Sonderformen des Kükenhahnes ermöglichen unter anderem mehrere Durchflusswege.
Spezielle Kükenhähne sind als Regelarmatur geeignet. Die Regelcharakteristik (linearen oder gleichprozentigen Änderung des Kv-Wertes) wird durch die Durchgangsform der Küken-Bohrung bestimmt.

## Eigenschaften
In der Funktion gleicht der Kükenhahn dem Kugelhahn. Im Gegensatz zu diesem hat ein Kükenhahn jedoch in der Regel keine Toträume, da das Küken vom Gehäuse bzw. von der Dichtbuchse vollständig umschlossen wird.
Ein Kükenhahn ist dadurch auch geeignet, wenn kein Teil des Medium im Hahn zurückbleiben darf.
Dies gilt für verderbliche Flüssigkeiten wie Lebensmittel ebenso wie für manche korrosiven Medien. Im Medium enthaltene Feststoffe können sich im Totraum ablagern und die Bewegung des Dichtkörpers behindern. Auch kann Kristallisation auftreten. In manchen Zusammenhängen werden bestimmte Bauarten des Kükenhahns auch als Drehschieber bezeichnet. (Gewöhnlich werden jedoch Absperrarmaturen mit scheibenförmigem Drosselkörper als Drehschieber bezeichnet.)
Im Vergleich mit anderen Armaturen hat der Kükenhahn folgende Vorteile:
- nahezu totraumfreie Durchgangsstrecke und vollständige Durchspülung
- freier Durchgang ohne Umlenkung der Strömung; daher ist wie beim Kugelhahn die Reinigung der Rohrleitung durch Molche möglich
- sehr kleine Abmessungen sind möglich
- nachstellbar
- weniger verschleißanfällig als Kugelhähne, da die Dichtflächen (im Gegensatz zu den Dichtringen gewöhnlicher Kugelhähne) keine Kanten aufweisen, welche von der Kante des Kükens abgeschert werden könnten

Nachteile sind:
- platzsparend dimensionierte Kükenhähne können aufgrund zu kleiner Durchgangsbohrungen oder Einschnürung des Strömungsquerschnitts bei trapezförmiger Durchgangsöffnung einen erhöhten Strömungswiderstand aufweisen
- Kükenhähne ohne Getriebeuntersetzung erfordern unter Umständen ein erhöhtes Betätigungsmoment, besonders in neuem Zustand

Zu weiteren Vor- und Nachteilen siehe auch: Kugelhahn#Besonderheiten

## Einsatzgebiete
Der Kükenhahn wird insbesondere zur Absperrung von flüssigen Medien verwendet, speziell in der Chemie- (zum Beispiel in der Kunststoffherstellung) und Nahrungsmittelindustrie.

## Patente
"Hahn mit topfförmigem Küken" durch Max Büttner um 1955.